# Online für Anfänger
Online für Anfänger (Originaltitel: Effacer l’historique, internationaler Titel: Delete History) ist eine französisch-belgische Filmkomödie von Benoît Delépine und Gustave Kervern aus dem Jahr 2020. Die Tragikomödie, für welche das Regie-Duo auch das Drehbuch verfasste, handelt von drei Opfern des Web 2.0 (dargestellt von Blanche Gardin, Denis Podalydès und Corinne Masiero), die sich verbünden, um gemeinsam gegen die großen Internet-Konzerne vorzugehen.
Die Uraufführung erfolgte am 24. Februar 2020 im Rahmen des Wettbewerbs der 70. Internationalen Filmfestspiele Berlin. Ein französischer Kinostart war für den 22. April 2020 vorgesehen. In Deutschland erfolgte der Kinostart am 28. Oktober 2021.

## Handlung
In einer Vorortsiedlung leben die drei mehr oder weniger gescheiterten Existenzen Marie, Bertrand und Christine. Sie alle kämpfen mit den Tücken der neuen Technologien und der sozialen Netzwerke. Marie, die arbeitslos von Familienbeihilfen ihres Ehemanns lebt und dazu ihre gesamte Einrichtung verkauft, wird mit einem Sexvideo eines One-Night-Stands erpresst und versucht, dies vor ihrem Sohn Sylvain geheim zu halten, zu dem sie aber ohnehin nur einen sehr losen Kontakt hat. Bertrand, der sich als Berater in finanziellen Belangen sieht, ist selbst hochverschuldetes Opfer von Werbeanrufen und telefoniert oft mit einer Dame namens Miranda, außerdem wird seine 13-jährige Tochter im Netz gemobbt. Christine, die als Uber-Fahrerin arbeitet, ärgert sich über ihre schlechten Kundenbewertungen trotz hervorragender Servicequalität und ist süchtig nach TV-Serien.
Gemeinsam beschließen die drei, gegen ihre Online-Feinde vorzugehen. Von einem Hacker, der in der Gondel eines Windrads lebt, erfahren sie, wo auf dem Globus ihre jeweiligen Probleme liegen, und machen sich auf die Reise: Marie scheitert in Palo Alto an dem Versuch, in ein gut geschütztes Rechenzentrum einzudringen, betrinkt sich erneut und wird dabei wieder Opfer einer Sextape-Erpressung. Bertrand fliegt nicht wie geplant nach Irland, sondern nach Mauritius, wo er herausfindet, dass seine Online-Geliebte Miranda nur eine von einer KI erzeugte Stimme ist. Christine zerlegt den Arbeitsplatz, an dem ihre schlechten Bewertungen erstellt werden, mit einer Kettensäge.
Zum Schluss stellen alle drei in einem Telefonat fest, dass ihre Probleme, vom Mond aus betrachtet, nicht sehr groß sein können, und feiern ihr Leben.

## Hintergrund
Die Dreharbeiten zum neunten Kinofilm von Benoît Delépine und Gustave Kervern waren für sechs Wochen angesetzt und fanden ab Ende Juli 2019 überwiegend in der Region Hauts-de-France statt, wo sie bereits zuvor Filme realisiert hatten. Gedreht wurde u. a. in den Städten Saint-Laurent-Blangy und Arras. Weitere Dreharbeiten waren in Kalifornien, Sitz des Technologieunternehmens Apple, und auf Mauritius geplant.
Für die Hauptrollen verpflichtete das Regie-Duo die Schauspieler Blanche Gardin, Denis Podalydès und Corinne Masiero. Laut Kervern lieben beide den Humor von Podalydès und dessen Bruder Bruno, die gemeinsam Filme gedreht hatten. Mit Masiero sind die beiden wiederum seit Jahren bekannt, hatten aber gemeinsam an Projekten gearbeitet, die nicht erfolgreich waren. Mit Gardin arbeiteten Delépine und Kervern das erste Mal zusammen. Sie hatte 2018 und 2019 für ihre humoristischen Bühnenprogramme zweimal in Folge den französischen Theaterpreis Molière gewonnen. In weiteren Rollen agieren mit Yolande Moreau und Benoît Poelvoorde alte Weggefährten der Regisseure, während mit kleinen Auftritten auch der bekannte französische Schriftsteller Michel Houellebecq sowie der Schauspieler Vincent Lacoste vertreten sind.
Effacer l’historique wurde von Sylvie Pialat und Benoît Quainon für Les Films du Worso und von No Money Productions produziert. Koproduzenten waren France 3 Cinéma und Scope Pictures aus Belgien. Der französische Verleih ist Ad Vitam; die weltweiten Verwertungsrechte liegen bei der deutschen Gesellschaft Wild Bunch.

## Rezeption
Das Lexikon des internationalen Films urteilte: „Eine durch eine Vielzahl von gelungenen Gags und spielfreudige Darsteller sehr unterhaltsame Satire auf digitale Hörigkeit und die Auswüchse des Online-Konsums. Die amüsanten Episoden verbinden sich allerdings nicht zu einem zusammenhängenden Entwurf, weshalb die Gesellschaftskritik recht vage bleibt.“

## Auszeichnungen
Mit Effacer l’historique konkurrierten Delépine und Kervern zum zweiten Mal nach 2010 um den Goldenen Bären, den Hauptpreis der Berlinale. Dort wurde der Film mit einem als Sonderpreis vergebenen Silbernen Bären ausgezeichnet. Darüber hinaus gewann die Komödie den Leserpreis der Berliner Morgenpost. Außerdem befand sich Effacer l’historique in der Vorauswahl zum Europäischen Filmpreis 2020, wurde aber nicht für eine Nominierung berücksichtigt.